# Хальфа, Буалем
Буалем Хальфа (фр. Boualem Khalfa; 27 марта 1923, Колеа (ныне вилайет Типаза, Алжир) — 6 июля 2017, Париж, Франция) — алжирский писатель
, поэт, журналист, редактор, политический и общественный деятель.
Первый мусульманин, который редактировал французскую ежедневную газету.

## Биография
Родился в семье, занимавшейся отгонным животноводством. Окончил учительскую школу. В 1943 году встретился с Баширом Хадж Али, который познакомил его с идеями марксизма-ленинизма. В конце 1944 года стал заниматься журналистикой. Был активистом движения «Друзья манифеста и свободы», в 1946 году вступил в Коммунистическую партию Алжира, в 1952 году — член её Центрального комитета.
В 1947 году назначен главным редактором ежедневной газеты Alger républicain, близкой к Коммунистической партии Франции. В 1954 году занял новую должность — главного редактора еженедельника «Либерте» («La Liberté»), печатного органа Алжирской коммунистической партии, выходившей нелегально после запрещения её французскими колонизаторами.
Участник алжирской национально-освободительной войны. В середине 1950-х годов — член подпольного секретариата, отвечал за организацию борцов за освобождение в Оране. В 1956 году — узник французских тюрем, несколько раз подвергался пыткам. Был приговорён к двадцати годам каторжных работ. Бежал из тюрьмы. После обретения независимости Алжиром вернулся в Страну во второй половине августа 1962 года.
В 1962—1965 годах — ведущий публицист и директор газеты «Альже репюбликен» («Alger Republicain»).
Умер в Париже после продолжительной болезни.

## Творчество
Писал на французском языке.
В 1953 году опубликовал рассказ «Жребий». Все созданные им в заключении произведения вошли в книгу лирики «Убеждённость» (1961).
Автор рассказа «На улице Исли нас расстреливали в упор» (1965), посвящённого ветеранам революционной борьбы. Сборник стихов Б. Хальфа «Живое сердце» (1969), стихи «Исповедь» (1976) и «Весна 1974 года» (1976) — вершины алжирской гражданственной лирики 1960—1970-х годов.